# 영국 대공습
영국 대공습(영어: the Blitz 더 블리츠[*])이란 제2차 세계 대전 당시 1940년에서 1941년에 거쳐 독일 공군이 영국에 가한 일련의 폭격 및 공습을 영국 측에서 일컬은 말이다. 영국의 주요 도시가 모두 전격폭격의 대상이 되었지만, 보통 "전격폭격"이라 하면 그 중 가장 유명한 런던 대공습(London Blitz)을 말한다. 아돌프 히틀러와 헤르만 괴링은 영국 왕립 공군을 궤멸시키고 영국에 상륙(바다사자 작전)하려 했으나 수포로 돌아갔다. 이 와중 독일 공군이 런던을 오폭하자 영국 측도 베를린을 보복 폭격했고, 이에 히틀러와 괴링은 민간에 대한 폭격으로 전술을 바꾸었다.
독일군은 산업 목표, 마을, 그리고 도시를 대상으로 대규모 공습을 감행했으며, 1940년 영국 본토 항공전 말기에 런던에 대한 공격을 시작했다. 영국 본토 항공전은 독일 공군(Luftwaffe)과 영국 왕립 공군(RAF) 사이의 주간 공중 우세를 위한 전투였다. 1940년 9월까지 독일 공군은 영국 본토 항공전에서 패배했으며, 독일 공군 사령부(Luftflotten)는 RAF 전투 사령부를 전멸시키기 위한 전투로 끌어들이기 위해 런던을 공격하라는 명령을 받았다. 아돌프 히틀러와 독일 공군 최고사령관 헤르만 괴링은 1940년 9월 6일 새로운 공습 정책을 명령했다. 1940년 9월 7일부터 독일 공군은 57일 중 56일 동안 런던을 체계적으로 폭격했다. 주목할 만한 공격으로는 1940년 9월 15일 런던에 대한 대규모 주간 공격, 1940년 12월 29일의 런던 대공습으로 발생한 대화재(두 번째 런던 대화재로 알려짐), 그리고 1941년 5월 10일~11일 밤의 대규모 폭격이 있었다.
독일 공군은 1940년 10월 이후 영국 왕립 공군의 공격을 피하기 위해 주간 작전을 점차 줄이고 야간 공습을 선호했으며, 블리츠는 야간 폭격 작전으로 전환되었다. 독일 공군은 대서양 주요 항구인 리버풀을 대공습 기간 동안 공격했다. 북해 항구 도시인 헐(Hull)은 폭격기들이 주요 목표를 찾지 못할 경우 편리하고 쉽게 찾을 수 있는 대체 목표로서 공습을 겪었다. 브리스톨, 카디프, 포츠머스, 플리머스, 사우샘프턴, 선덜랜드, 스완지, 벨파스트, 글래스고 같은 항구 도시들 또한 폭격을 받았으며, 버밍엄, 코번트리, 맨체스터, 셰필드 등의 산업 중심지도 폭격을 당했다. 전쟁 중 독일 공군의 폭격으로 4만 명 이상의 민간인이 사망했으며, 이 중 거의 절반이 런던에서 발생했다. 런던에서는 100만 채 이상의 집이 파괴되거나 피해를 입었다.
1940년 7월 초, 독일 최고 사령부는 소련 침공 작전인 바르바로사 작전을 계획하기 시작했다. 폭격은 영국인들을 항복하도록 사기를 꺾거나 전쟁 경제에 큰 피해를 주지 못했다. 8개월간의 폭격은 영국의 전쟁 생산에 심각한 지장을 주지 않았으며, 오히려 생산은 계속 증가했다. 가장 큰 영향은 영국이 항공기와 부품 생산을 분산시키도록 강요한 것이었다. 영국 전시 연구 결과에 따르면 대부분의 도시는 심각한 피해를 입었을 때 회복하는 데 10일에서 15일이 걸렸지만, 버밍엄과 같은 일부 도시는 3개월이 걸렸다.
독일 공군의 공세가 실패한 이유는 독일 공군 최고 사령부(OKL)가 영국의 전쟁 산업을 파괴하기 위한 체계적인 전략을 개발하지 않았기 때문이다. 영국 산업과 경제 효율성에 대한 잘못된 정보로 인해 독일 공군 사령부는 전략보다는 전술에 집중하게 되었다. 폭격 작전은 가장 중요한 산업에 지속적인 압박을 가하기보다는 여러 산업을 공격함으로써 분산되었다.

## 배경

### 루프트바페와 전략폭격
1920~30년대 줄리오 두에와 빌리 미첼 등의 공군전술 이론가들은 육지전과 해전을 치를 필요 없이 공군으로 전쟁을 승리로 이끌 수 있다는 주장을 펼쳤다. 당시만 해도 폭격기만으로도 무조건 이길 수 있으며, 대항할 수 있는 방법은 없고, 야간일 수록 더하다는 믿음이 존재했다. 폭격은 산업시설과 정부기관, 산업시설, 통신시설을 파괴함으로써, 상대가 전쟁에 나설 수단을 빼앗게 된다. 민간 폭격은 사기를 꺾고 남은 공장만으로 생산 저하를 유발한다. 대중의 여론이 고려되는 민주주의 국가일수록 특히 취약할 것으로 보았다. 이런 종말론적 견해에 대해 영국 왕립공군과 미국 육군 항공단이 적극 수용하는가 하면, 영국 왕립공군 폭격사령부는 통신과 산업을 파괴하는 것은 물론 적국의 민간 수행의지도 꺾는다는 정책을 내세웠다.
한편 독일의 경우 국방군 공군 (루프트바페)은 전략폭격에 대해 조심스러운 입장을 취했다. 공군최고사령부 (OKL)가 산업시설이나 시가지를 대상으로 한 폭격을 반대하지는 않았다. 적국의 생산을 방해하고 시민들의 사기를 떨어뜨리면서 전선에서의 힘의 균형에 지대한 영향을 끼칠 수 있다고 본 것이다. 다만 사령부는 공군력만으로 결정적인 역할을 할 수 있다고 생각하지는 않았다. 독일 공군이 민간 전략폭격을 공식 정책으로 채택한 것은 1942년에 이르러서였다.
핵심 산업시설과 교통 중심지는 전면차단을 위해 대상으로 삼을 만한 군사표적이었다. 민간인이 직접 대상이 될 수는 없지만, 생산시설 붕괴는 적국의 사기와 전쟁의지에 영향을 끼칠 것이다. 1930년대 독일 법학자들은 국제법상으로 허용될 폭격 유형에 대한 지침을 신중하게 마련했다. 민간인을 향한 직격이 "테러 폭격"으로 배제되는가 하면, 민간인 대량 사상과 시민 사기저하로 이어질 핵심 전쟁시설을 공격하는 것이 적합하다고 판명되었다.

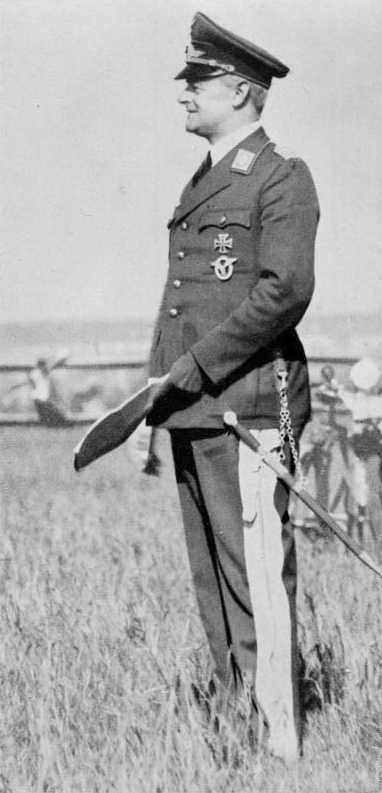
발터 베버

나치당이 집권하고 전쟁이 발발하기 전까지 독일 군사학계에서는 전략폭격의 역할을 두고 논쟁을 벌였는데, 일각에서는 영미권의 경향을 따라 주장을 펼치기도 했다. 1935~1936년 국방군공군 참모총장을 지낸 발터 베버 장군은 전략폭격과 그에 걸맞는 항공전력 구축을 힘써 역설해온 대표적인 인물로, 비록 작전, 전술적인 면에서 항공의 중요성을 강조하였지만, 항공 전략에 관한 다섯가지 요점을 다음과 같이 규정한 바 있다.
1. 적의 기지와 전투기 공장을 폭격하여 공군력을 파괴하고, 조국의 표적을 공격하는 적군기를 타도하기 위함.
2. 병력 이동과 보급에 필수적인 철도와 도로망, 그 중에서도 다리와 터널을 파괴하여, 적의 대규모 지상군이 중대 영역으로 이동하는 것을 방지하기 위함.
3. 적의 진격을 방해하고 지상작전에 적극 참여함으로서, 무장부대나 자동화부대처럼 철도에 얽매이지 않은 부대 편성 운영을 지원하기 위함.
4. 해군 기지를 공격하고, 조국의 해군기지를 수호하며, 해상전투에 적극 참여하는 등의 해상작전을 지원하기 위함.
5. 군수공장의 생산을 중단시켜 적군을 마비시키기 위함.[23]

발터 베버는 공군최고사령부가 전술과 작전 문제만 교육할 것이 아니라 거시전략, 전시경제학, 병기생산, 예비 적국 심리 (정보분석)에 대해서도 교육해야 한다는 주장을 펼쳤다. 그러나 베버의 시각은 실현되지 않았고, 해당 분야에 대한 사령부의 관심은 뒷전으로 밀려났다. 공군최고사령부가 중점을 두었던 것은 독립적인 공습전략보다는 전술과 기술, 작전계획에 해당되었다.
1936년 베버는 항공기 충돌사고로 사망했고, 그 후임들은 공군의 전략폭격 도입을 실현하지 않았다. 특히 후임으로 임명된 전직 육군장교 출신의 알베르트 케셀링 (1936년 6월 3일~1937년 5월 31일)과 한스위르겐 슈툼프 (1937년 6월 1일~1939년 1월 31일)은 근접항공지원의 전략적 계획수립을 포기한 책임이 있는 것으로 평가된다.
지상전투의 직간접적 지원 작전을 지지했던 인물로는 제3항공함대 (Luftflotte 3) 사령관 후고 슈페를레 (1939년 2월 1일~1944년 8월 23일)과 공군장군참모장 한스 예쇼네크 (1939년 2월 1일~1943년 8월 19일)가 있었다. 그러나 공군은 육군의 압력이나 퇴역군인이 이끌고 있다는 이유에서 지상지원작전에 투입되지 않았으며, 실제로는 독립적인 작전전략을 세워 실시하기보다는 군간 합동 작전을 선호하였다.

### 히틀러와 괴링의 오판

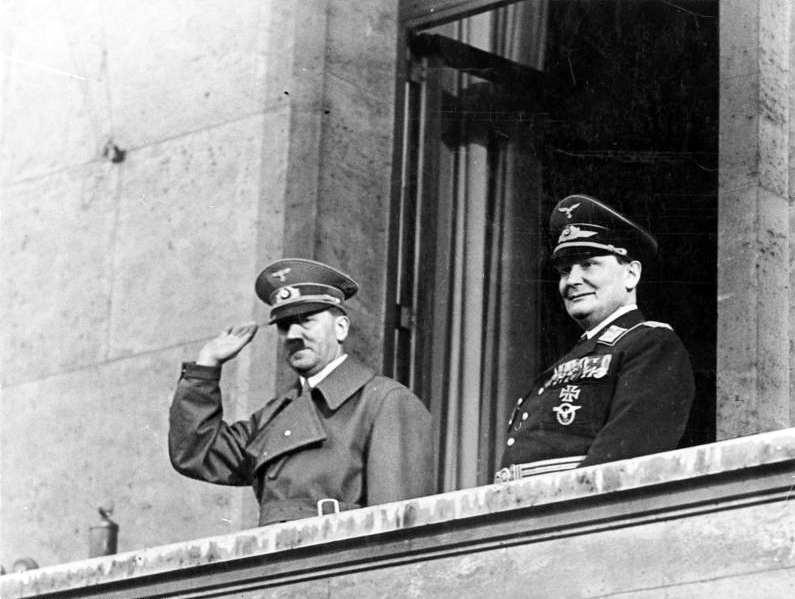
히틀러와 괴링 (1938년 3월)

아돌프 히틀러는 1930년대 폭격기 개발을 추진하였으며 전략적 목적으로 폭격기를 활용할 수 있다는 점은 이해했으나, 상대에 대한 폭격보다는 방공에 좀 더 신경을 쓰는 상황이었다. 1939년 히틀러는 공군최고사령부에 적절한 시기가 된다면 영국의 저항의지에 대응하여 무자비한 공군력 활용을 수반할 것이라고 말했다. 그러나 히틀러는 공습 결과로 확인된 전략폭격에 회의적인 시각을 가졌으며, "공습으로 군수산업의 효과적인 타격은 불가능하다. 정해진 목표가 타격되지 않는 것이 일상이다"라며 공군이 적국 산업에 충분한 피해를 주지 못하는 것에 불평할 때가 많았다.
전쟁 계획이 수립될 당시 히틀러는 공군에 전략폭격 작전을 계획해보라는 주장을 내세우지 않았고, 영국이나 러시아와 전쟁할 가능성이 있다고 공군 참모들에게 충분히 경고하지 않았다. 거기에 폭격에 나서기 위한 확실한 작전이나 전술준비도 미미하였는데 이는 최고사령관인 히틀러가 그런 계획에 매달리지 않았음을 보여준다.
결국 히틀러는 1930년대 주변 약소국을 공습으로 굴복시키지 않고 위협만으로 독일의 통치를 받아들이게 하면서, 폭격 자체를 공포심 형성의 수단으로 보는 자신의 시각에 갇혀 버리게 되었으며 이는 앞으로의 기로에 중대 요소로 작용하였다. 연합군의 공습전략에 대한 히틀러의 견해는 단순 사기 저하를 위한 것이었으나, 실제로는 사기 저하는 부수적인 이득일 뿐, 경제전의 차원에서 자국의 경제력 차단을 위한 것이었음을 간과한 것이다.
히틀러는 폭격에 대해 정치적인 면에서 훨씬 더 큰 매력을 느꼈다. 오스트리아나 체코슬로바키아 등 주변국에 단순한 위협만으로도 외교적 성과를 거뒀던 만큼, 독일이 보복을 위협하는 것만으로 연합국에서 무제한 폭격에 나서지 않고 온건정책을 채택하도록 유도하는 데 도움이 되리라 기대하였다. 또한 자국 내 정치적 위신을 생각하여 연합군의 폭격으로부터 국민들을 보호할 수 있기를 바랐다. 이것이 불가능하다는 것이 증명되자 히틀러는 민심이 정권에 등을 돌릴 것을 두려워하기 시작하였으며, 양측 모두 폭격 작전을 주저하는 교착상태를 만들기 위해, 영국에도 '테러 공세'를 똑같이 가하려는 노력을 강화하였다.
공군 활용에 가장 큰 문제점은 공군 총사령관 헤르만 괴링이었다. 히틀러는 공군을 "가장 효과적인 전략 병기"라 보았으며 자체 항공기를 운용하게 해 달라는 해군의 거듭된 요청에도 "분열되지 않은 공군이 없었더라면 우리는 이 전쟁에서 결코 승리할 수 없었을 것"이라는 견해를 내세웠다. 이러한 원칙으로 전반적인 전략의 공군력 개입을 훨씬 어렵게 만드는가 하면, 괴링에게도 본인의 '제국'에 집착하고 질투심을 낳는 계기가 되었으며, 히틀러 본인으로서도 전략, 작전 단계에서 공군의 체계적 지휘로부터 자발적으로 물러나게 만들었다.
전쟁 말기에 이르러 공군 활용에 한층 더 개입하고자 했던 히틀러는 괴링과의 정치적 갈등에 직면하였으며 이는 전쟁이 거의 끝날 때까지 전혀 해결되지 못했다. 1940년과 1941년에는 괴링이 해군과의 협력을 거부하는 바람에 독일군 병력이 영국의 해상 교역을 차단하여, 영국과의 전쟁에서 전략적, 결정적 영향을 미칠 수 있는 기회를 저버리게 되었다.
공군을 다른 군조직과 의도적으로 분리함으로서 히틀러와 공군 사이이에는 지휘계통 상의 중대한 공백이 발생하였으며 다른 요인들도 악화시키는 데 일조했다. 우선 괴링은 히틀러에 대한 두려움으로 공군력에 대해 비판적 접근 없이 지나치게 낙관적으로 판단하도록 정보를 조작하거나 잘못 전달하였다. 1937년  발터 베버의 자체 중폭격기 계획을 중단하기로 결정할 당시, 괴링은 히틀러가 폭격기의 수만 알고 싶어할 뿐, 엔진이 얼마나 있는가는 알지 못한다는 주장을 내세웠다. 1939년 7월 괴링은 공군이 공중전에 현실보다 더욱 전략적으로 대비하고 있다는 인상을 주기 위하여 레흘린에서 공군의 최첨단 장비 전시에 나서기도 했다.

### 영국 본토 항공전

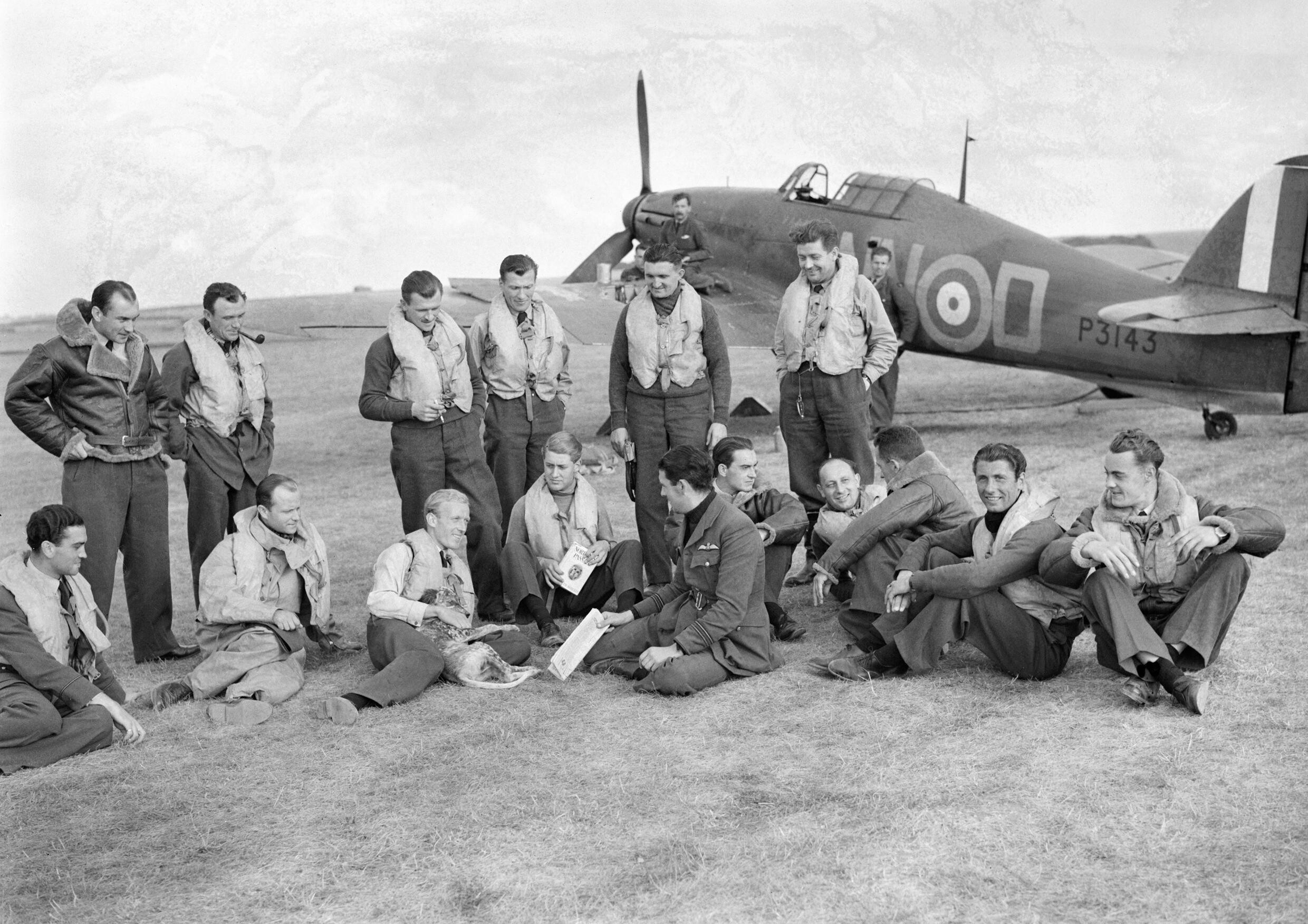
호커 허리케인을 뒤로 한 영국 공군 조종사들 (1940년 10월)

독일 공군은 영국 상공에서 독자적인 전략 작전을 수행할 것으로 예상하면서도 그 준비는 되지 않고 있었다. 1940년 7월부터 9월까지 독일 공군은 영국 본토 침공의 서막을 열면서 제공권 우위를 확보하기 위해 영국 측 전투기 사령부의 공격에 나섰으며, 그 과정에서 영국 해협의 호송대, 항구 시설, 공군 비행장과 기반산업 시설 폭격도 함께 병행하였다. 영국 공군의 전투기 사령부를 파괴하면 영국 일대의 제공권을 장악할 수 있었으며, 폭격기 사령부나 연안사령부, 그리고 영국 해군은 독일의 제공권 우세 상황에서 작전 수행이 불가능할 것으로 전망했다.
독일 측의 열악한 정보력으로 전투기가 늘 목표물의 위치를 파악할 수 없었기 때문에 공장시설과 비행장 공습은 기대치에 못 미치는 결과를 낳았다. 영국의 전투기 생산 능력도 독일의 생산규모에 비해 2대 1 수준이었으며, 기존 전투기 수 역시 1940년 당시 영국 공군은 약 10,000대, 독일 공군은 8,000대 수준으로 열세였다. 조종사와 승무원 인력의 교대 배치 역시 독일이 더욱 불리한 상황이었다. 영국과 독일 모두 인력손실의 대체에 어려움을 겪었으며 독일군으로서는 훈련된 조종사가 더 많다는 점에서 유리할 뿐이었다.
영국 본토라는 전투환경 역시 영국군보다 독일군에게 더욱 악재로 작용했다. 기본적으로 영국군은 자국의 영토 상공에서 작전을 수행하였으므로 격추를 당하더라도 다시 비행에 나설 수 있었다. 반면 독일군은 살아남더라도 생포될 위기에 처하게 되었다. 게다가 폭격기에는 4~5명의 승무원이 탑승하기 때문에 인력 손실이 더욱 컸다. 결국 1940년 9월 7일 독일군은 영국 공군의 기반시설을 파괴하는 작전에서 손을 떼기로 결정하였다. 당시 독일 정보당국은 영국 공군의 전투기 사령부가 약화되고 있으며, 런던 공습에 나선다면 영국 정부에 항복을 강요할 수 있는 최후의 전투를 벌일 수밖에 없을 것이라 제안했다.
독일 공군의 전략 수정은 공군최고사령부의 중대한 실수라는 시각도 있다. 영국 공군 비행장에 공격을 계속했다면 독일 공군이 제공권을 확보했을 것이라는 주장도 제기된다. 반면 독일 공군이 1940년 8월 마지막주~9월 첫째주에 영국 측 전투기 사령부에 별다른 영향을 끼치지 않았으며 전략을 변경한 것이 결정적이지는 않다는 시각도 있다. 또한 1940년 10월 기상여건이 악화하기 전에 독일 공군이 제공권을 확보할 수 있었을지 의심스럽다는 시각도 존재한다.
한편 영국 공군 입장에서는 손실이 심각해지면 북쪽으로 철수하여 독일의 육상 침공을 기다렸다가 다시 남쪽으로 재배치할 수도 있었다는 학자도 있으며, 영국 해군의 엄청난 수적 우세와 독일 해군의 근본적인 약점 때문에, 바다사자 작전으로 독일의 육상 침공이 시작되면 독일의 제공권 확보 여부와 관계없이 대참사가 될 수 있었다고 보는 학자도 있다.

### 전략 수정
히틀러는 공군의 제공권 확보 능력에도 불구하고 진척이 별로 이뤄지지 않은 점에 좌절감을 느꼈다. 영국 공군은 약화될 기미가 보이지 않는 데 반해 독일군의 손실이 더 커지자 독일 공군최고사령부는 전략 수정을 택했다. 병력손실을 줄이기 위해 어둠 속에서 폭격기를 운용하여 훨씬 더 안전한 작전에 나설 수 있도록 야간 공습을 선호하게 된 것이다.
그 첫번째로 낮 시간대 영국의 산업도시 폭격에 초점을 맞춘다는 결정이 내려졌다. 주요 목표는 영국의 수도 런던이었다. 첫번째 대규모 공습은 1940년 9월 7일에 이루어졌다. 9월 15일에는 영국 전투의 날이라 하여 대낮에 대대적인 공습에 나섰으나 지속적인 이득은 얻지 못하고 큰 소실을 입었다. 9월 말부터 10월까지도 낮 시간대에 몇 차례 대규모 공방전이 벌어졌으나, 이 시점부터 독일 공군은 야간 공습에 주력을 쏟기 시작하였으며 마침내 10월 7일에는 정식 방침으로 채택하였다. 머지않아 런던과 기타 영국의 산업도시에 대한 공습이 시작된 것이다.
그러나 독일 공군은 한계에 직면하였다. 당시 공군이 보유했던 도르니에 Do 17, 융커스 Ju 88, 하인켈 He 111 등의 항공기들은 전략적 임무 수행은 가능했으나 폭탄 탑재량은 적어 더 큰 피해를 입힐 수는 없었다. 독일 공군이 전시에 중형 폭격기를 집중 운용하기로 결정한 것은 몇가지 이유가 거론되고 있는데, 1939년 당시 히틀러가 영국과의 전쟁을 의도하거나 예견하지 못했다는 점과, 공군사령부가 중형 폭격기만으로도 전략임무를 수행할 수 있다고 본 점, 그리고 전쟁 전 독일이 4엔진 폭격기를 생산할 자원이나 기술을 갖추지 못했던 점이 거론된다.
독일 공군은 심각한 피해를 입힐 수 있는 장비는 보유했어도 불분명한 전략과 정보력 부족에 시달렸다. 공군최고사령부가 영국이 잠재적국으로 지정될 것이라는 정보를 전달받은 것도 1938년 초에 이르러서였으며, 영국의 군수산업에 대한 신뢰할 만한 정보를 수집할 시간이 없었다. 게다가 사령부는 제때 알맞은 전략을 결정하지 못했으며, 전략수립 과정에 있어 공군이 항공기 생산공장 같은 영국 내 특정 산업시설을 공격할지, 영국의 수입시설과 유통망 같은 상호유통성 산업시설를 공격할지, 아니면 영국 국민의 사기를 꺾으려는 목적에서 타격을 가할지 결정의 기로에 놓여 있었다. 1940년 말~1941년 초에 이르러서는 전략의 목적 부재에 더욱 시달리게 되었으며, 사령부 내에서는 전략보다는 전술을 둘러싼 논쟁이 더욱 격렬하였다. 이러한 접근방식은 영국 공세에 나서기도 전에 실패로 끝나게 되었다.
작전 수행능력 면에서도 전투기의 기술력 한계와 영국의 신속한 대응으로 전략적 효과를 거두기가 더욱 어려웠다. 항구와 선박, 수입품은 물론 그 일대 지역의 철도시설을 공격하는 것은 전시 산업경제의 주요 연료였던 석탄 유통을 방해할 수 있다는 점에서 긍정적인 결과를 불러올 수 있었다. 그러나 독일군에서 사용한 지연작용 폭탄은 처음에는 매우 효과적이었으나 그 일부는 폭발에 실패하여 점차 그 영향력이 줄어들고 있었다. 영국 역시 전략 변화를 예상하고 생산시설을 분산시켜 집중공격에 덜 취약하게 만들었다. 특히 각 지역위원회를 두어 통신물류시설을 복구하고 전시경제 유지를 위한 배급제 운영의 전권을 부여한 것이 효율적으로 작용하였다.

## 영국의 민방위 계획

### 전쟁 대비

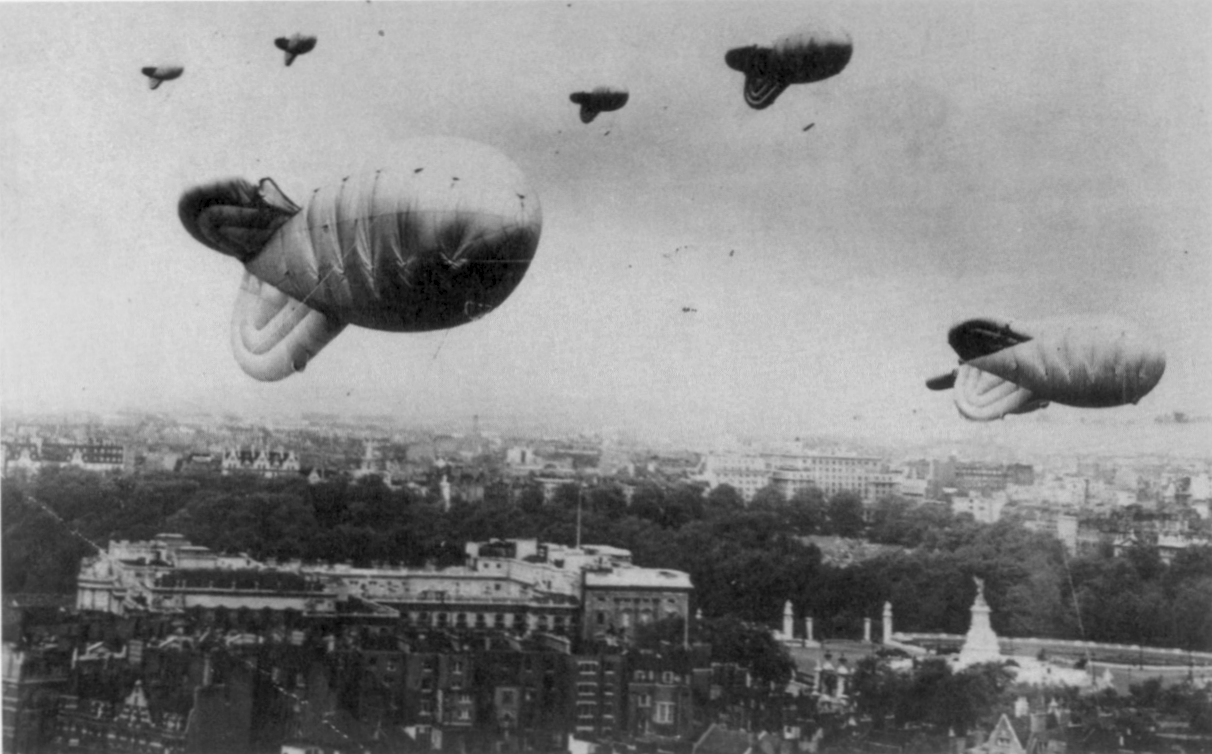
런던 중심부에 떠 있는 조색기구

영국 수도 런던의 인구는 900만 명으로 영국 인구의 5분의 1에 해당된 데 반해, 1,940km² 면적에 걸쳐 거주하고 있었으므로 그 크기 탓에 방어가 어려웠다. 영국은 제1차 세계 대전 당시 독일군의 전략폭격 경험을 바탕으로 런던에 폭탄 1톤이 투하될 시 사상자는 50명, 사망자는 그것의 3분의 1에 달할 것으로 추정하였다. 적군이 하루에 투하할 수 있는 폭탄의 양은 항공기술이 발전함에 따라 1922년 75톤에서 1934년 150톤, 1937년 644톤으로 증가했다.
독일군은 고폭탄과 소이탄은 물론 독가스, 심지어 세균폭탄까지 높은 정중률을 보이며 적극 활용하고 있었기에, 영국의 관계당국은 전쟁 발발시 피해규모를 제각기 예측하고 있었다. 1937년 제국방위위원회 (Committee on Imperial Defence)는 60일 동안 공습이 지속될 시 사망자 60만 명, 부상자 120만 명을 초래할 것으로 예상했다. 스페인 내전 시기에는 바르셀로나 공습을 비롯한 폭격 사례의 보도를 통해 톤당 50명의 사상자를 낳을 것이라는 추정치를 뒷받침할 수 있었다. 1938년 영국군은 독일이 개전 첫 24시간 동안 3,500톤, 그로부터 몇 주간 하루 평균 700톤의 폭탄을 투하할 것으로 예상하였다. 1939년 군사이론가 베이질 리델하트는 전쟁 첫 주에 영국에서 25만 명의 사상자가 발생할 것으로 예상했다. 런던의 각 병원에서는 전쟁 첫주간 30만 명의 사상자 수용에 대비하고 있었다.
영국의 공습 사이렌은 1939년 말 체임벌린 총리의 대독 선전포고가 벌어진 지 22분 만에 처음으로 울렸다. 선전포고 직후 벌어진 가짜 전쟁 시기에는 예상 외로 즉각적인 폭격에 나서지 않았으나, 영국 국민들은 바르셀로나 폭격, 게르니카 폭격, 상하이 폭격 등을 뉴스로 접하면서 공습의 위력을 인지하고 있었다. 전운이 감돌기 훨씬 이전인 1920년대~1930년대 인기 소설 작품에서도 공중전과 폭격이 종종 묘사되었는데, H. G. 웰스의 소설 《다가올 세상》이 대표적인 사례였다. 훗날 영국 수상이 되는 해럴드 맥밀런도 1956년에 쓴 글에서 "오늘날 사람들이 핵전쟁을 생각하듯 1938년의 내 자신과 주변 사람들도 공중전을 생각하고 있었다"고 회상한 데에서 당대 인식을 엿볼 수 있다.
영국 정계에서는 제1차 세계 대전 당시 독일군의 폭격을 겪었던 기억을 바탕으로, 공중으로부터의 공격으로 인한 대규모 심리적 피해와 시민사회의 붕괴를 우려하였다. 1938년 영국 정신과의 위원회는 공중폭격으로 인한 정신적 사상자가 신체적 사상자보다 3배나 많을 것으로 예측하면서, 정신과 환자 규모만 3백만에서 4백만 명에 이를 것으로 전망하였다. 윈스턴 처칠도 1934년 영국 의회에서 "런던에 대한 지속적인 공격이 가해지면 최소 300만~400만 명이 교외로 쫓겨날 것"이라 발언했다. 1938년 독일의 주데텐란트 영토 요구로 촉발된 뮌헨 위기 당시에는 영국 사회가 혼란에 빠져 15만 명이 웨일스로 이주하는 등, 사회적 혼란에 대한 두려움에 한층 기여하게 되었다.
영국 정부는 여성과 아동을 중심으로 런던에서만 140만 명, 도시 지역에 거주하는 국민 총 400만 명의 소개령 계획에 나섰다. 피난민의 약 90%는 개인주택에 머물 것이라 예상하고, 광범위한 조사를 실시하여 가용공간을 파악하고 피난민 수송을 위한 세부절차 준비를 마쳤다. 1939년 8월 10일에는 시범 정전을 실시한 데 이어 9월 1일 독일의 폴란드 침공 당일에는 일몰 후 정전을 실시하게 되었다. 그로부터 종전까지 약 6년 동안 영국에서는 해가 지더라도 가로등에 불이 들어오지 않았으며, 영국 국민들로서는 배급제보다도 더욱 지긋지긋한 상황으로 여겨지게 되었다. 정부인사와 공무원의 이전배치도 계획되어 있었으나 민간인의 사기를 해치지 않으려는 목적에서 꼭 필요한 경우에만 실시토록 하였다. 소개령은 육로 뿐만 아니라 해운으로도 이루어졌으며, 영국 정부는 '아동해외수용위원회'를 창설하여 캐나다, 호주, 뉴질랜드, 남아프리카 등 영국의 4개 자치령으로 부모들이 자녀를 보낼 수 있도록 지원하였다. 이 위원회의 활동으로 총 2,664명의 5세~15세 연령대 아동이 해외로 보내졌으나, 1940년 10월 수송작전에 참여한 SS 시티 오브 비네어스가 어뢰 공격으로 침몰하면서 어린이 100명 중 81명이 사망하는 참사가 벌어짐에 따라 중단되고 말았다.
대피소 확충을 통한 민방위 준비는 대부분 지역당국의 손에 맡겨졌으며, 버밍엄, 코번트리, 벨파스트, 이스트엔드오브런던 등 대도시 일부 지역에서는 대피소를 충분히 갖추지 못하였다. 당시 이 계획에는 '앤더슨 쉘터'라 하여 가정집 뒷뜰에 간이 철제 방공호를 세워두거나 벽돌로 자그마하게 방공호를 만드는 쪽에 주안점을 두었다. 벽돌 방공호는 1940년에 이르러 안전하지 못하다는 이유로 대부분 버려지게 되었으며, 가짜 전쟁 시기를 거치며 민간폭격이 예상 외로 지연되자 1940년 6월 대피소 확충 계획에 중단 명령이 내려졌다. 당국은 공습이 밤에 이루어지는 거싱 아니라 낮에 짧게 이루어질 것으로 보았기 때문에 런던 시민들이 대피소에서 밤을 지새워야 하는 상황은 없으리라 보았다.

### 공동 대피소

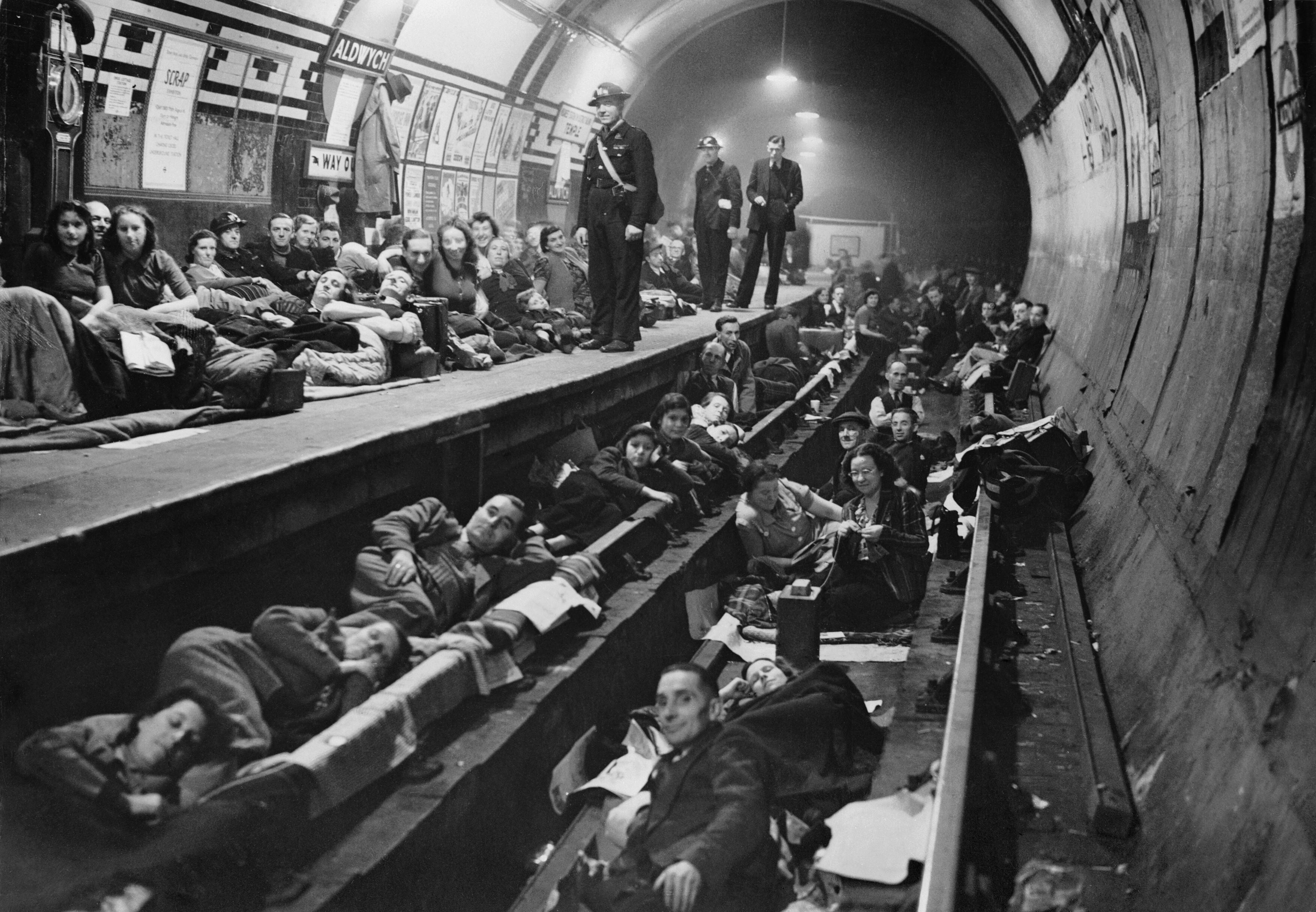
1940년 방공호로 사용된 올디치 지하철역의 승강장 모습

지하 대피소는 직격탄에 맞서 대다수 상황의 대피기능을 수행하는 시설로 작용하였다. 전쟁 전 영국 정부는 대규모 인구를 수용할 수 있는 대피소를 건설하지 않았는데, 이는 건설비용과 시간 소요도 문제었지만, 안전 문제로 피난민들이 일터로 돌아가는 것을 거부하거나, 대규모 민간인 집단 내에서 반전 정서가 형성될 것을 우려했던 것도 있었다. 영국 정부는 특히 1939년 8월 독소 불가침 조약 체결 이후 공산당이 민간인의 사기 저하를 목적으로 방공호 건설 여론을 지피는 것으로 간주하고 있었다.
기존 시설 가운데 가장 많이 활용되었던 공동대피시설은 런던 지하철의 지하 승강장이었다. 제1차 세계 대전 당시에도 많은 민간인이 폭격을 피해 대피소로 이용하였지만 1939년 영국 정부에서 통근자와 군병력의 이동에 방해가 되어서는 안된다는 이유와, 피난민이 퇴거를 거부할 수 있다는 우려로 인해 지하철역의 대피소 활용을 허가하지 않았다. 공습이 진행될 시 지하철의 관리인력들로 하여금 역 출입구를 잠그도록 한다는 방침이었으나, 대공습 2주차에 접어들면서 폭격이 집중되자 영국 정부는 한발 물러나 지하철역을 개방하라는 명령을 내렸다.
대공습 기간 동안 매일 오후 4시 지하철역 입장이 시작될 때까지 사람들은 질서정연하게 줄을 서며 기다리는 풍경이 연출되었다. 1940년 9월 중순에는 지하철역에서 하룻밤을 보내는 시민이 약 15만 명에 달했으나 겨울과 봄을 지나면서 10만 명 이하로 줄어들었다. 깊숙히 지어진 역의 경우 폭격으로 인한 소음이 차단되어 취침하기에도 좋았지만, 얕게 지어진 역의 경우 폭탄이 직격하여 사상자가 발생하는 경우도 많았다. 1940년 10월에는 스토크뉴잉턴에 직격탄 한 발이 떨어지면서 시민 160명이 사망하는 사고가 있었고, 1943년 3월에는 베스널그린역에서 한 여성이 역내로 들어서다 넘어지는 바람에 인파가 밀려 173명의 피난민이 사망하는 참사가 벌어졌다.

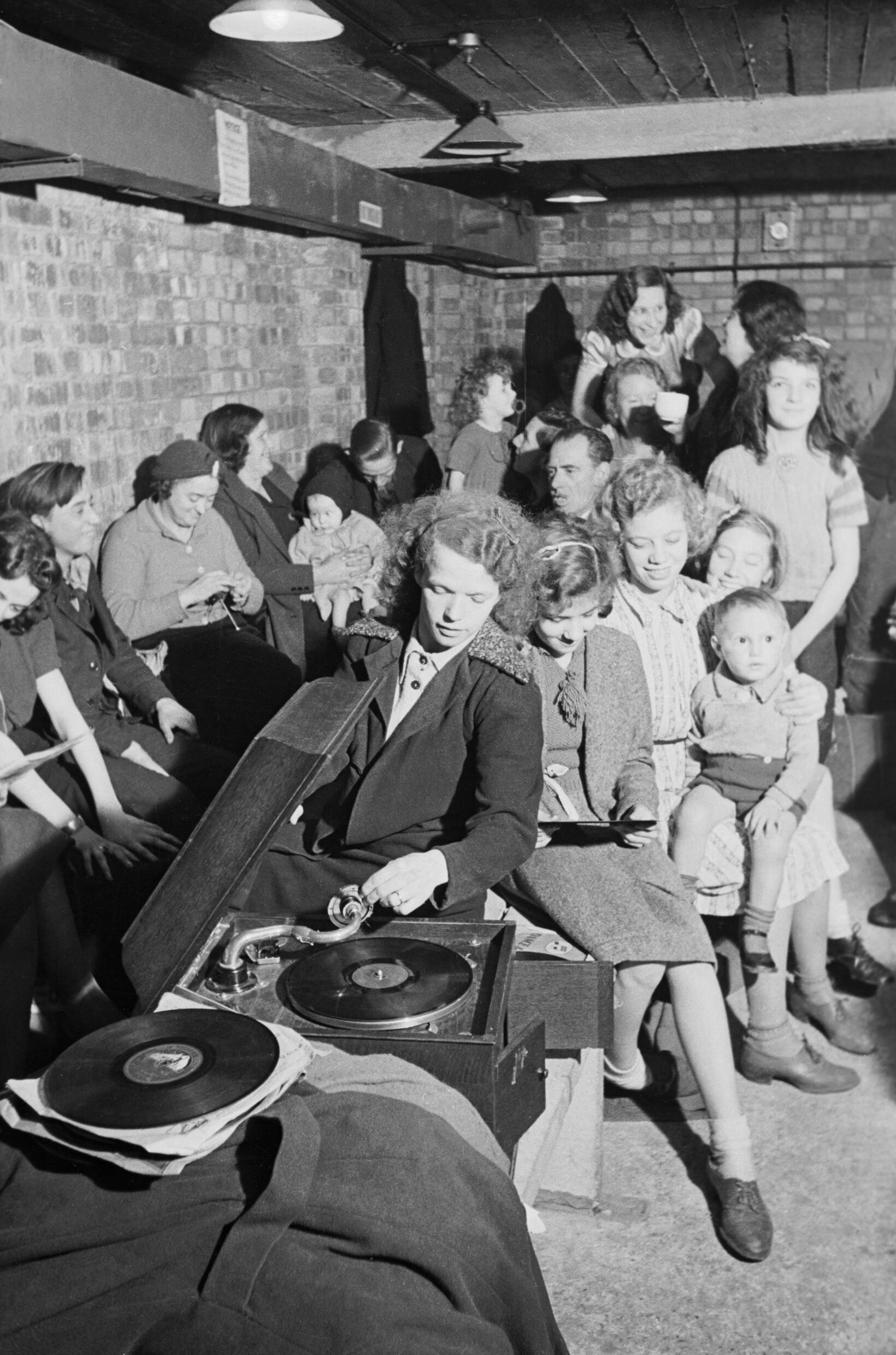
1940년 런던 북부의 방공호에서 축음기를 연주하는 여성

공동대피소가 수용하지 못한 주민은 그레이터런던 전체 인구의 15%를 넘겼다. 지하철을 방공호로 사용한 사례 가운데 가장 많은 수용력을 기록한 것은 1940년 9월 27일 177,000명이 최고 기록이었으며, 1940년 11월 런던 지역 여론조사에 따르면 공습 상황 시 지하철이나 다른 대형 방공호를 사용한 시민은 4%에 불과했으며, 지상의 공공대피소를 이용한 시민은 9%, 자택에 마련된 대피소를 이용한 시민은 27%이었다. 나머지 60%는 그냥 자택에서 그대로 머무는 것으로 조사되었다. 대공습이 시작되자 영국 정부는 방공호 확충을 재개하여 상술한 앤더슨 쉘터 보급에 나섰으며, 1941년부터는 주택 내에서도 사용할 수 있는 '모리슨 쉘터'를 개발해 보급하였다.
1940년 10월 영국 정부는 국민들의 요구에 부응하여 런던 지하철 내에 8만 명을 수용할 수 있는 지하대피소를 새로 건설하기 시작하였으나 완공도 채 되기 전에 폭격의 강도가 사그라들면서 제대로 활용하지는 못했다. 그러나 이후로도 영국 정부는 1940년 말까지 지하철이나 대형 대피소의 개선 노력을 이루어 나갔다. 지역당국은 난로와 욕실을 제공하고 식당열차를 배치해 식량보급에도 힘썼다. 대형 대피소에 설치된 침대는 대기시간 단축을 위해 전용 티켓이 발행되었다. 대피소 내에서도 현장 상황을 개선하기 위한 조직이 신속히 이루어졌으며, 영국 적십자나 구세군을 비롯한 민간단체도 상황개선의 노력에 힘을 보탰다. 방공호 내부에서 시름을 잊기 위해 공연과 영화 상영, 지역 도서관의 서적 대출도 이루어졌다.
공동대피소를 이용한 런던 시민이 소수에 불과했음에도 언론인과 유명인, 외국계 인사들이 방공시설을 방문하면서 영국의 사회분열과 계급격차에 관한 범국민적 논란이 부상하였으며 이는 1942년 사회복지의 단초를 제공한 베버리지 보고서의 작성에도 영향을 끼쳤다. 대다수 피난민들은 대피소 내에서 사회분열이 계속되었으며 소음이나 공간부족, 기타 문제로 많은 다툼과 싸움이 벌어지는 현실을 목격하였다. 특히 런던의 이스트엔드 지역에서는 반유대주의적 견해가 담긴 낙서가 발견되거나, 유대인들이 방공호를 독차지하고 있다는 등의 소문이 퍼져나가는 등 반유대주의 정서가 보고되었다. 반대로 이스트엔드라는 동네 자체가 전쟁 전에는 유대인을 대상으로 한 폭력 사태가 우려되었음에도 정작 전시 상황에서는 "코크니 (노동계급)와 유대인이 인도인에 맞서 힘을 합쳤다"는 증언도 전해지고 있다.

## 같이 보기
- V-1 비행폭탄
- V-2 로켓